# Friend with Benefit
«Friend with Benefit» (укр. «Друг с вигодою») — шоста серія двадцять сьомого сезону мультсеріалу «Сімпсони», прем'єра якої відбулась 8 листопада 2015 року у США на телеканалі «Fox».

## Сюжет
Гомер бачить рекламний ролик самопідйомного крісла і стає зацікавленим у його придбанні, але ціна у 1100 доларів його шокує. Після того, як Ленні та Карл пропонують йому спробувати зібрати гроші за допомогою краудфандингу, Гомер публікує відео, яке переконує жителів Спрінґфілда пожертвувати йому. Невдовзі йому вистачає, щоб купити крісло, і викладає відео про досягнення мети, як він насолоджується покупкою. Однак городяни настільки розлючені, побачивши його легковажне використання своїх грошей, що вони штурмують будинок Сімпсонів і руйнують крісло.
Тим часом у Спрінґфілдській початковій школі Ліса намагається залучити потенційних членів шкільного клубу чарів. Дівчина на ім'я Гарпер Джамбовскі стає зацікавленою в реєстрації, і вони починають проводити час разом. Ліса намагається заспокоїти гнів Гомера із приводу втрати крісла, і просить його взяти її з Гарпер на концерт австралійського бой-бенду, на який батько Гарпер, Майк вже купив квитки. Гомер погоджується, але з подивом виявляє, що місця групи знаходяться у дорогому VIP-ложі. Майк, багатий підприємець, власник декількох підприємств та спортивних команд, приєднується до них, і вони з Гомером зав'язують власну дружбу.
Дорогою додому Ліса скаржиться Гомеру, що Гарпер ніколи не дозволяла їй говорити під час шоу, але Гомер вмовляє її залишатися друзями з Гарпер, щоб вона могла насолодитися розкішним способом життя Джамбовських. Коли Ліса, зрештою, розчаровується у Гарпер, Майк запрошує Сімпсонів провести тиждень на своєму приватному острові.
Перед поїздкою на острів Гарпер дарує Лісі вишуканий новий велосипед, але Ліса сприймає це як образу до того, кому вона належить, і відчуває, що Гарпер намагається контролювати все, що її оточує. Хоча їхні суперечки загострюються, Ліса все ж вирішує залишатися друзями з Гарпер, щоб її сім'я могла насолоджуватися майбутнім комфортом острова. Коли дівчата знову починають битися під час поїздки, Гомер неохоче забирає сім'ю додому заради Ліси, коментуючи, що, хто так погано поводиться з нею, не заслуговує бути її другом.
У сцені під час титрів Гомер із жалем прощається із зручностями острова, коли родина летить назад до Спрінґфілда. Дивлячись у вікно, вони з Лісою бачать, що Барт все ще на острові і прописав на березі повідомлення «Прощавайте, невдахи» (англ. «So long suckers»).

## Ставлення критиків і глядачів
Під час прем'єри серію переглянули 3,48 млн осіб з рейтингом 1.5, що зробило її найпопулярнішим шоу на каналі «Fox» тієї ночі.
Денніс Перкінс з «The A.V. Club» дав серії оцінку B+, сказавши:
|  | Цього сезону шоу знову відкрило, наскільки плідним може бути повернення Ліси до власного віку. Звичайно, вона майже завжди найрозумніша людина в кімнаті, але тут, як і у справді, відновлювально чудовій серії «Halloween of Horror», цей інтелект у поєднанні з емоційним інтелектом восьмирічної позбавив шоу того, щоб Ліса життєво важливіша, ніж була раніше. Тут вона — розумна, маленька ботанка, яка в захваті від нової подруги, але також відповідно до віку швидко відступає від несправедливості. |

Згідно з голосуванням на сайті The NoHomers Club більшість фанатів оцінили серію на 3/5 із середньою оцінкою 2,98/5.